# Kvarteret Atlas

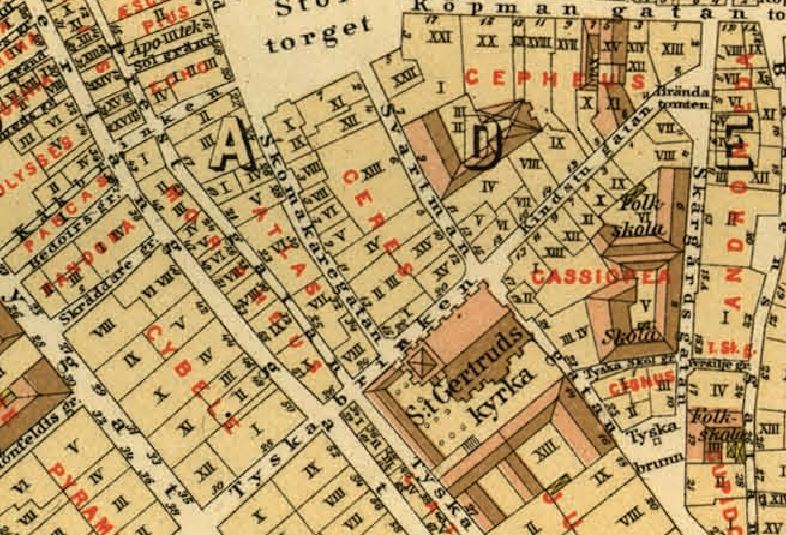
A.R. Lundgrens karta från 1885 med kvarteret Atlas.

Kvarteret Atlas är ett kvarter i Gamla stan i Stockholm. Kvarteret omges av Kåkbrinken i norr, Skomakargatan i öster, Prästgatan i väster och Tyska brinken i söder.  Kvarteret består av åtta fastigheter.

## Namnet

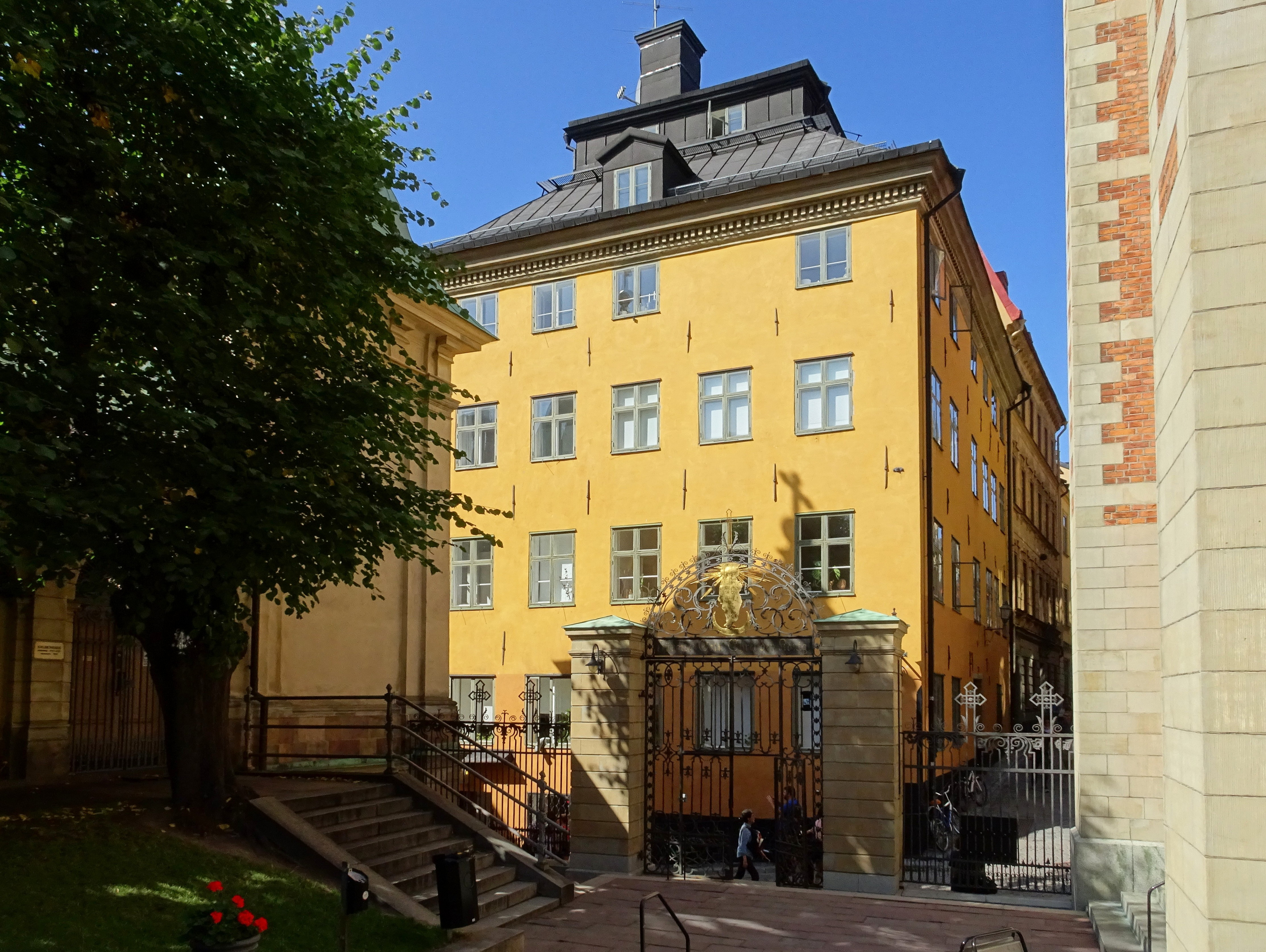
Atlas 8, där värdshuset "Förgyllda Lejonet" låg, augusti 2019.

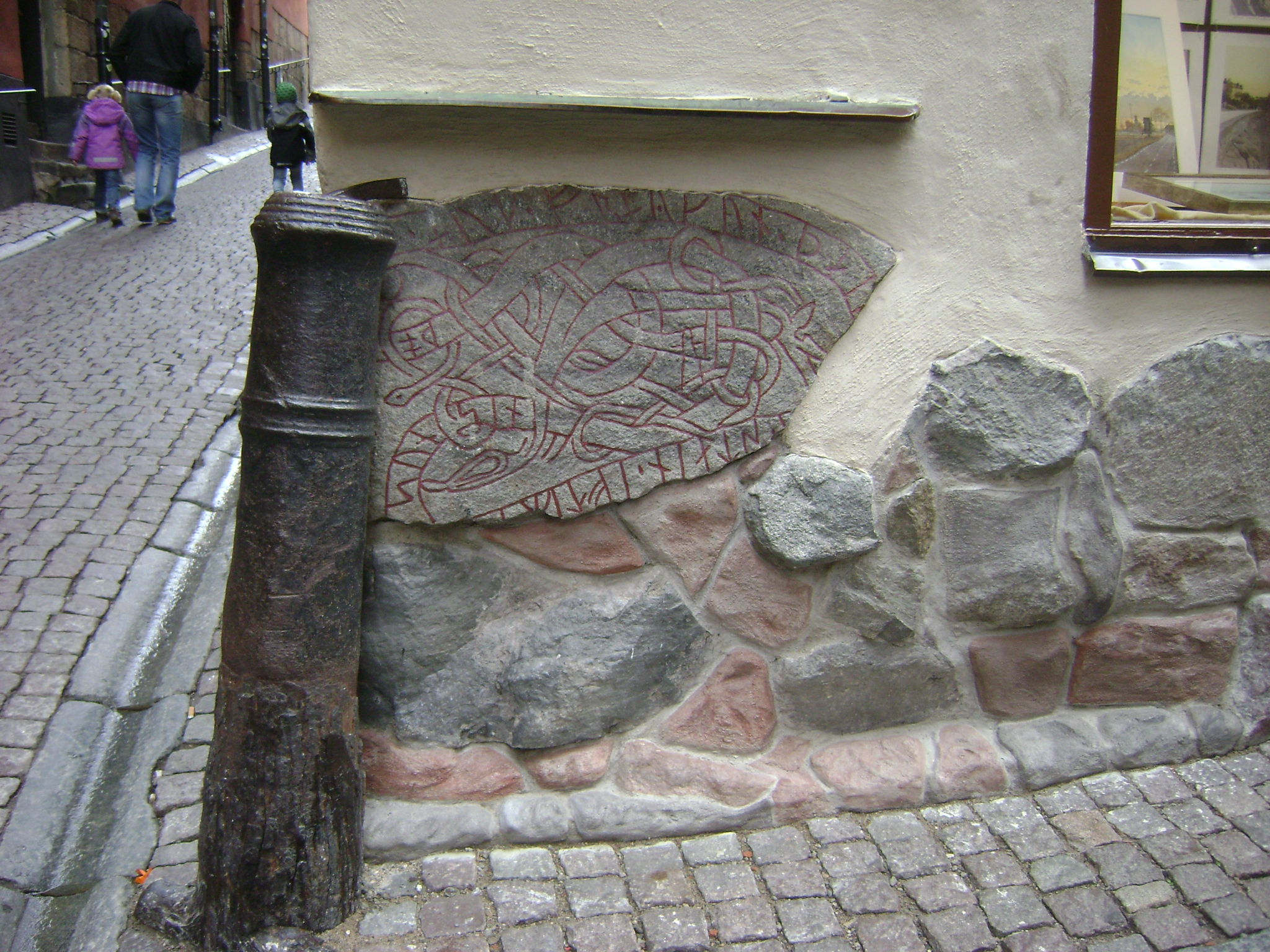
Runstenen "U 53" och kanonröret i hörnet Kåkbrinken / Prästgatan.

Nästan samtliga kvartersnamn i Gamla stan tillkom under 1600-talets senare del och är uppkallade efter begrepp (främst gudar) ur den grekiska och romerska mytologin. ”Atlas” var i den grekiska mytologin en av titanerna, föregångarna till de grekiska gudarna. Som straff för sin kamp mot de nya gudarna fick han bära hela himlavalvet på sina skuldror.

## Kvarteret
Det långsmala kvarteret ligger strax söder om Stortorget och sträcker sig därifrån ända ner till Tyska kyrkan. Redan på Alfred Rudolf Lundgrens karta från 1885 hade kvarteret åtta fastigheter med samma indelning som idag. Fastigheten Atlas 2 ligger längst i norr och har sin gröna gavelfasad mot Stortorget. Byggnaden kallas för ”Runstenshuset” på grund av den runsten (Upplands runinskrifter 53) som murats in i hörnet Kåkbrinken / Prästgatan. Som hörnskydd står även ett gammalt avlagt kanonrör. 
I kvarterets södra del, fastigheten Atlas 8, öppnade 1605 värdshuset Förgyllda Lejonet av kryddkrämaren Hans Meijer. Huset och krogen förstördes vid Stora branden 1625 men återuppfördes på nytt 1636. I början av 1700-talet drevs Lejonet av vinskänken och källarmästaren Valentin Sabbath. Han gav området Sabbatsberg sitt namn där han hade en malmgård. I slutet av 1800-talet låg här värdshuset med olika namn som Tyska Lejonet, Förgyldte Lejonet och Vulgo Lejonet. Byggnaden renoverades 2001–2003 och inrymmer nu ett galleri i souterrängvåningen, kontor på bottenplan och i övrigt lägenheter.